# Libro dell'equilibrio e dell'armonia
Il libro dell'equilibrio e dell'armonia (Cinese 中和集, "Zhong he ji" "Saggi sull'armonia": equilibrio/centro, e/con, moltitudine/raccolta/aggregazione) è un'antologia cinese del XIII Secolo. Compilata dal maestro daoista Daochun Li, profila gli insegnamenti e le pratiche della scuola Quanzhen (la via della completa realtà).
Il Zhong he ji inizia affermando la teoria dell'Integrazione delle Tre Dottrine, ("Sanjiao Heyi",《三教合一》). Questa teoria afferma che il Taoismo, il Confucianesimo e il Buddismo si sono evoluti per vie diverse ma sono tutti basati sull'Assoluto, o Supremo Ultimo ("Taiji"《太極》). Le frasi di apertura del libro recitano:
"L'assoluto è movimento e stasi senza principio, yin e yang senza principio. I buddisti chiamano ciò completa consapevolezza, i taoisti la pillola dorata, i confuciani l'assoluto. Ciò che viene chiamato l'assoluto infinito è il limite dell'illimitato. Buddha lo chiamò "così com'è, immutabile, sempre chiaramente cosciente". L'I Ching dice, "quieto e imperturbato, ma ricettivo ed efficace". Un testo alchemico dice, "Il corpo e la mente impassibli, successivamente si sviluppa un potenziale reale illimitato". Tutti si riferiscono alla sottile radice dell'assoluto."
Centrale nel libro è la ricerca della "pillola dorata" ("Jindan", 《金丹》), che produce la trascendenza spirituale e l'immortalità. La pratica è divisa in waidan (medicina o alchimia esterne), che si occupa del corpo fisico, e la medicina, o alchimia, interna (neidan, 《內丹》), che include varie forme di esercizi mentali e si occupa del corpo spirituale.
Chiamato anche "Il libro dell'armonia", il testo descrive l'esperienza della ricerca del "Passaggio Misterioso" o "Ingresso Misterioso" ("Xuanguan",《玄關》), dichiarando che non ha una collocazione fisica, come non lo si può trovare nel corpo, non lo si può trovare fuori dal corpo. Il "passaggio misterioso" è l'esperienza centrale con la quale il praticante ottiene la trascendenza del corpo fisico. Il libro segue delineando una grande varietà di pratiche e tecniche di meditazione volte a ottenere vitalità, energia e spirito - a cui viene dato il nome di tre tesori.
I capitoli finali includono una collezione varia di risposte su argomenti specifici (alchimia, vita e morte, essenza, etc.) e poesie.